# Cuieș, Hunedoara
Cuieș este un sat în comuna Ilia din județul Hunedoara, Transilvania, România.

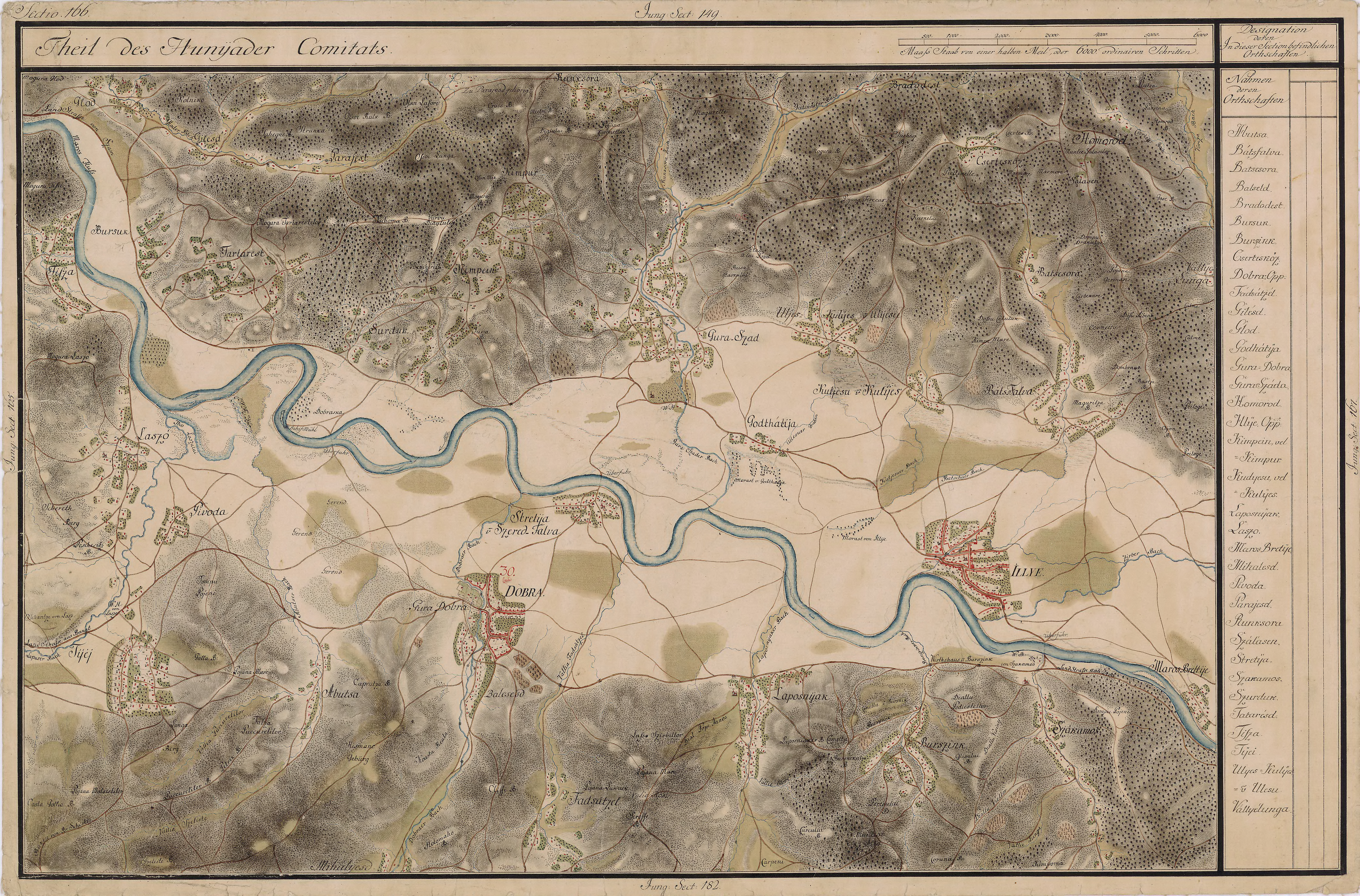
Cuieș în Harta Iosefină a Transilvaniei, 1769-1773